# Rodolphe Ernst (Maler)

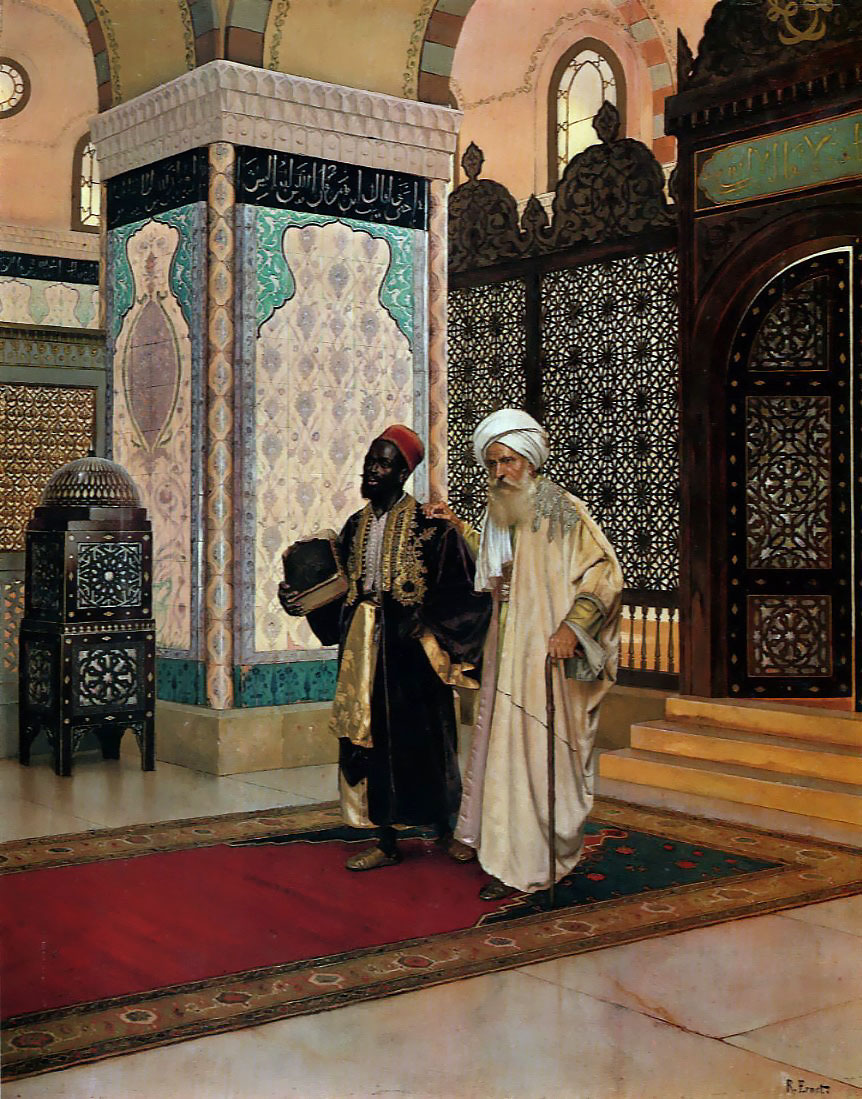
Rodolphe Ernst: Nach dem Beten

Rudolf Ernst (* 14. Februar 1854 in Wien; † 1932 in Paris) oder Rudolph Ernst, der in Frankreich unter dem Namen Rodolphe Ernst ausstellte, war ein ab 1876 in Frankreich beheimateter österreichischer Maler, Grafiker und Keramikmaler. Er ist der Romantik zuzuordnen und errang hauptsächlich durch orientalistische Motive Erfolg. 

## Leben
Der Sohn eines Architekten trat, von seinem Vater ermutigt, im Alter von 15 Jahren in die Akademie der bildenden Künste in Wien ein, ging auf eine Studienreise nach Rom und setzte seine Ausbildung in den Jahren von 1873 bis 1876 bei August Eisenmenger (1830–1907) und Anselm Feuerbach (1829–1880) fort. 
Im Jahr 1876 ließ er sich in Paris nieder, wohin ihm Ludwig Deutsch (1855–1935) und Johann Discart, seine ehemaligen Mitschüler in der Klasse von Feuerbach folgten. In das Jahr 1877 fiel seine erstmalige Teilnahme am Salon des artistes français. Es folgten vermutlich um 1880 Studienreisen nach Spanien, Marokko und Konstantinopel. 
Ab 1905 in Fontenay-aux-Roses, einem südlichen Vorort von Paris, ansässig, lancierte er die Fertigung von Fayence-Kacheln mit orientalistischen Motiven.

## Werk
Rodolphe Ernst widmete sich zunächst der Genremalerei. Ab 1885 schuf er ausschließlich Gemälde mit orientalistischen Motiven, unter denen Szenen aus der Welt der islamischen Religion wie Innenansichten von Moscheen einen besonderen Rang einnehmen. Daneben schuf er Harems- und weitere Alltagsszenen aus Nordafrika und dem Vorderen Orient. Grundlage für diese eklektizistischen Arbeiten waren Fotografien und Drucke, aber auch eigene Erinnerungen und die während der Reisen des Künstlers nach Marokko und Konstantinopel entstandenen Skizzen. 

### Werke (Auswahl)
- La lettre (deutsch: Der Brief), 1888, Öl auf Holzpanel, New York, Dahesh Museum of Art
- Sortie au bain, im Salon des artistes français (1910) ausgestellt, Standort unbekannt
- La partie d'échec (deutsch: Die Schachpartie), Öl auf Holz, 49,5 × 61,3 cm, Nantes, Musée des Beaux-Arts
- Der Wasserpfeifenraucher, Öl auf Holztafel, 46 × 37 cm; Privatsammlung
- Nach dem Beten, Öl auf Hartfaserplatte, 92,7 × 73 cm, London, Mathaf Gallery
- L'art n'a pas de patrie (deutsch: Die Kunst hat kein Vaterland), San Francisco, Fine Arts Museums of San Francisco, Achenbach Foundation for Graphic Arts, Inv.-Nr. 1963.30.28537